# Elasmias quadrasi
Elasmias quadrasi е вид коремоного от семейство Achatinellidae.

## Разпространение
Видът е разпространен в Гуам и Северни Мариански острови.